# Neferukait
| nfr | Z1 · Z2 | kA · Z1 | M17 | M17 | t · B1 |

| nfr | Z1 · Z2 | kA · Z1 | M17 | M17 | t · B1 |

Neferukait byla staroegyptská královna z 11. dynastie. Její jméno je známé pouze ze stély Rediuchnuma, jejího sluhy. Neferukait také nesla titul „králova dcera“ (zȝt-nswt), na základě čehož byla pravděpodobně dcerou Antefa I. a manželkou Antefa II. Mohla být matkou Antefa III. V hrobce Antefa III. byl nalezen fragment se jménem Neferukau, které mohlo být ale pouze alternativní zápis jména Neferukait. Možná byla také totožná s královnou Neferu I.